# Marie-Louise Bouglé
Marie-Louise Françoise Bouglé (Argouges, 5 de enero de 1883-París, 13 de junio de 1936) fue una feminista francesa, documentalista, bibliotecaria y archivera de documentos feministas. Constituyó una importante colección de libros y documentos sobre los movimientos feministas.

## Biografía
Marie-Louise Bouglé nació en una pequeña comuna normanda. Fue la última hija de una modesta familia de once hijos. Su padre era ladrillero en la construcción. Abandonó la escuela a los diez años. Quedó huérfana a los once años y se mudó con su hermana establecida en París. Durante el día trabajó como vendedora, por la noche tomó cursos donde aprendió taquigrafía, contabilidad, inglés, español, alemán y asistió a conferencias en la Universidad popular.
Se convirtió en secretaria contable y cajera en un restaurante a cambio de comidas gratis.

## Constitución de una colección feminista
En 1910, asistió a una conferencia de Cécile Brunschwicg. Allí descubrió los movimientos feministas y se unió a la Unión Francesa para el Sufragio Femenino (UFSF). Luego siguió las ideas de las Juventudes laicas y republicanas.
Se convirtió en la documentalista responsable de la Unión Francesa para el Sufragio Femenino.
Después de la Primera Guerra Mundial se dio cuenta de la importancia de documentar, centralizar y recopilar documentos sobre la memoria de los movimientos feministas y pacifistas.Declaró: «Decidí de reunir todo lo relativo especialmente a la actividad feminista actualmente».
En 1921 comenzó con pasión a construir una biblioteca en su casa y a utilizar el poco tiempo libre que le quedaba para buscar en las librerías parisinas y bouqunistes todos los documentos posibles sobre y por mujeres, ahorrando de todas las formas posibles e imaginables, como usar la misma falda durante ocho años, para recopilar la correspondencia personal y fotos de sus amigos y colegas, los manuscritos de sus notas destinados a biografías inacabadas de mujeres famosas y sus estudios dedicados a las condiciones de trabajo de las mujeres.
En 1923, su biblioteca estaba constituida por 12 000 documentos, que ella abrió al público dos tardes a la semana.
Encontró a los descendientes de las feministas del siglo XIX, contactó a los herederos de Léon Richer y Caroline Kauffmann, obteniendo sus legados.
La reputación de su biblioteca se acrecienta y comienza el intercambio y canje con otras bibliotecas feministas extranjeras de Suecia, Italia, Suiza o Estados Unidos.

## Preservación del fondo documental
Después de su matrimonio en 1933, Marie-Louise Bouglé se dedicó por completo a su trabajo como bibliotecaria y archivista de documentos feministas. Dejó su pequeña habitación en el distrito 10 para establecerse con su biblioteca en el distrito 13 de París. Invirtió mucha energía, tiempo y dinero en constituir esta biblioteca. Y su esposo acompañó sus convicciones feministas y la pasión bibliófila.
Después de su prematura muerte en 1936, a los cincuenta y tres años, se constituyó la Asociación de amigos de la biblioteca de Marie-Louise Bouglé. Estaba presidida por su esposo, André Mariani y dirigida por Henriette Sauret. La presidencia honoraria recayó en Cécile Brunschvicg. Durante diez años continuaron permitiendo la consulta de los documentos.
El principio de una donación a la única biblioteca feminista de la época, la biblioteca de Marguerite Durand, fue rechazada por la propia Marie-Louise Bouglé durante su vida debido a las diferencias ideológicas entre ella y Marguerite Durand. Los familiares de Marie-Louise Bouglé trataron de encontrar un lugar para depositar este fondo, sin que ninguna biblioteca aceptara, alegando que carecía de interés histórico.
En 1942, André Mariani decide legar la colección en la Biblioteca Nacional de Francia que no pudo concretarse. Finalmente, es la Biblioteca Histórica de la ciudad de París la que la recibe el 4 de julio de 1946. Las 6686 obras de la biblioteca Marie-Louise Bouglé fueron integradas en las colecciones de la biblioteca.
La colección permaneció en cajas en el sótano de la biblioteca hasta que la estudiante de doctorado Maïté Albistur las descubrió por casualidad en 1977, durante sus investigaciones e hizo un inventario de ellos en una tesis publicada en 1982.

## Descripción de la colección
Dos temas principales caracterizan la colección Marie-Louise Bouglé: el sufragismo y el pacifismo. El interés de esta colección también reside en el banco de imágenes, compuesto por fotografías, carteles y postales. Los diferentes materiales son:
- 6.600 volúmenes sobre mujeres o de mujeres publicados entre 1910 y 1940
- 332 títulos de publicaciones periódicas de 1833 a 1940[8]
- 1167 archivos biográficos
- 223 cartas manuscritas
- documentación oficial de 14 grandes congresos feministas desde 1882 hasta 1937.[11]

Además se integran:
- La colección de Hubertine Auclert que contiene 380 cartas de 1879 a 1914 referidas principalmente a las luchas sufragistas, así como 450 artículos de Hubertine Auclert.
- La colección de Louise Bodin que consiste en correspondencia entre Louise Bodin y Colette Reynaud de 1917 a 1921.
- Los fondos de Jeanne Bouvier que reúnen los manuscritos de sus trabajos publicados y el Dictionnaire des femmes, una enciclopedia inédita.[6][10]
- Los fondos de Marthe Bray que contienen documentos de propaganda sufragista.
- La colección de Ferdinand Buisson que se refiere a las acciones en favor del sufragio femenino durante el período 1898-1913.